# Horní Libochová
Horní Libochová (deutsch Ober Libochau) ist eine Gemeinde in Tschechien. Sie liegt zwölf Kilometer nordöstlich von Velké Meziříčí und gehört zum Okres Žďár nad Sázavou.

## Geographie
Horní Libochová befindet sich in der zur Böhmisch-Mährischen Höhe gehörigen Křižanovská vrchovina (Krischanauer Bergland) in der Talmulde des Baches Libochovka. Der Ort wird von zahlreichen Teichen umgeben; in Horní Libochová liegt der Sadecký rybník, deutlich größer ist der östlich gelegene Velký Navrátil. Nördlich erhebt sich die Chuchelná (Kuchelberg, 557 m), südöstlich der Křiblík (582 m), im Süden der Vinohrádek (560 m) und im Nordwesten der Spálený kopec (595 m).
Nachbarorte sind Dolní Hlíny und Radkov im Norden, Nový Dvůr und Krčma im Nordosten, Dolní Libochová im Osten, Nová Ves und Bojanov im Südosten, Kadolec im Süden, Kundratice im Südwesten, Jakubovský Dvůr und Jívoví im Westen sowie Horní Hlíny und Pikárec im Nordwesten.

## Geschichte
Die erste urkundliche Erwähnung von Lubochová erfolgte im Jahre 1358 als Teil der Güter der zur Herrschaft Meziříčí gehörigen Unterstadt Křižanov. 1571 wurde der Ort an die Herrschaft Moravec angeschlossen. Zwischen 1703 und 1704 ist im Ost ein Frischfeuer nachweislich, das zum Kundratitzer Hochofen gehörte. Zum Ende des 18. Jahrhunderts entstanden die Ansiedlungen Dolní Hlíny und Horní Hlíny im Zuge der Parzellierung des Meierhofes Hlíny.
Nach der Aufhebung der Patrimonialherrschaften bildete Horní Libochov ab 1850 einen Ortsteil der Minderstadt Křížánov im Bezirk Velké Meziříčí. Seit 1867 besteht die Gemeinde Horní Libochová. 1890 entstand eine einklassige Dorfschule. Die Gemeinde wurde mit Beginn des Jahres 1961 dem Okres Žďár nad Sázavou zugeordnet, zugleich erhielten die Ansiedlungen Dolní Hlíny und Horní Hlíny den Status von Ortsteilen.
Die barocke Steinbrücke aus dem Jahre 1749 wurde abgebrochen und im Straßenmuseum Velké Meziříčí wieder aufgebaut.

## Ortsgliederung
Die Gemeinde Horní Libochová besteht aus den Ortsteilen Dolní Hlíny (Unter Hliny), Horní Hlíny (Ober Hliny) und Horní Libochová (Ober Libochau). Grundsiedlungseinheit ist Horní Libochová.

## Sehenswürdigkeiten
- Kapelle der hl. Ludmilla, erbaut zwischen 1993 und 1994 nach Plänen von Ludvík Kolek
- Glockenturm und Holzkreuz, an der Straße nach Dolní Libochová, errichtet 1980
- eisernes Kruzifix aus dem Jahre 1921, am Weg nach Horní Hlíny
- Holzkreuz in Horní Hlíny, errichtet 1994

## Söhne und Töchter der Gemeinde
- Věnceslav Hrubý (1848–1933), jungtschechischer Politiker und Mitglied des Reichsrates
- Josef Vlastimil Hrubý (1852–1921), Pädagöge und Schriftsteller, der Bruder von Věnceslav Hrubý schrieb unter dem Pseudonym J. Libochovský